# Předpona

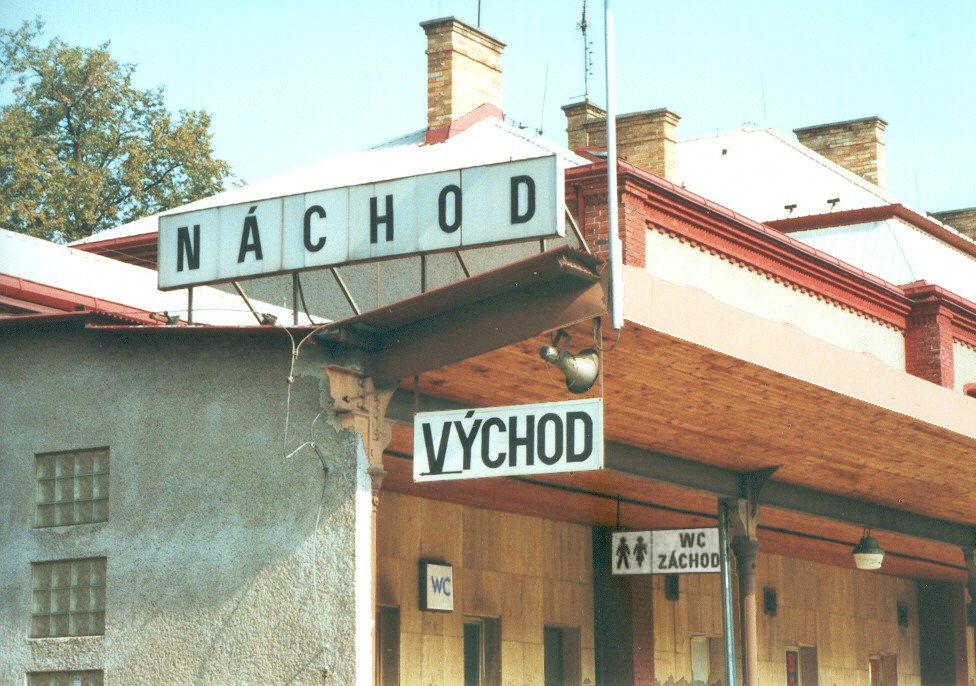
Přidáním předpony dochází ke změně významu slova

Předpona (též prefix) v lingvistice označuje jednotlivý morfém, který se vkládá před kořen základového slova. Předpony patří mezi základní prostředky slovotvorby, při níž se přidáním předpony odvozuje nové slovo od původního výrazu (prefixální derivace). Používají se i kumulativně, když se vkládá více předpon k jednomu základu společně.

## Předpony v češtině

### Tvar předpon
Podle původu se předpony dělí na předložkové (bez-, do-, mimo-, s- atd.) a pravé (nej-, pa-, roz-, ni- atd.); užívají se také předpony cizího původu (ultra-, para-, dis-, kvazi- atd.). Předpony cizího původu se obvykle spojují se slovy cizího původu, ale někdy toto pravidlo neplatí (infračervený, expřítel), vzniklá slova však mají obvykle hovorový nebo nespisovný charakter (extravelký, supervýkon). Tvoření slov pomocí předpon (včetně předložkových) je třeba odlišovat od slovotvorby skládáním: dokončit × dokonce.
Tvar předpon se může obměňovat v závislosti na základovém slově i jazykových zvyklostech. Těmito obměnami jsou kvantifikace a vokalizace.
- Kvantifikace (změna délky samohlásek): nabít – náboj, nakoupit – nákup, shrnout – souhrn.
- Vokalizace – vkládání -e- za předponu z důvodu snadnější výslovnosti: předejít, podebrat. U některých slov je přípustná vokalizovaná i nevokalizovaná varianta: rozzvučet i rozezvučet, odjet i odejet. Vokalizace je značně nepravidelný a rozkolísaný jev. K vokalizaci dochází tím častěji, čím bližší jsou si poslední hláska předpony a první hláska základového slova: odplout, ale obeplout, vzplout, ale vzedmout, seskočit, ale sžít se.[3]

Specifická je situace u slovesa dát, u nějž dochází k rozšíření o spojovací -n-, zejména pokud jde o původní (fyzický) význam tohoto slovesa (dát někam po uchopení): nandat, přendat, sundat (vložené -un-), vyndat, zandat. Standardně (zejména s přeneseným významem) se tvoří ostatní tvary: dodat, oddat, podat, poddat, předat, rozdat, vzdát, zadat aj.

### Užití předpon
Předpony se v největší míře užívají u sloves, méně často u jmen (pravěk, nadporučík, přetěžký) a příslovcí (nehezky, předčasně), u jiných slovních druhů jen výjimečně (nadjá, nesvůj). U českých sloves jsou hlavním slovotvorným prvkem. Je pro ně typická vysoká kompatibilita – s jednotlivými slovesy lze spojovat celou řadu přípon, přičemž nově vytvořená slovesa zůstávají běžnému uživateli jazyka srozumitelná: předřezat, zainvestovat.
Jedno slovo může rozšiřovat i více předpon najednou. Tyto předpony přitom mohou být homonymní (popostoupit, dodobírat, prapraděd, seshora, zezdola), synonymní (douvařit, pousmát) nebo různé. Jejich počet teoreticky není omezen, ale přílišná kumulace předpon znejasňuje význam slova a má nízkou využitelnost: nedopopovyskočit.

### Funkce předpon
Předpony mají v češtině především funkci sémantickou (významovou), v menší míře také morfologickou (tvaroslovnou). Při jejich užití nedochází ke změně slovního druhu ani ohýbacího typu: ještěr – veleještěr, letět – přeletět. Ze sémantického hlediska mají specifické postavení předpony ne- a ni-, jimiž se vytváří zápor. Morfologicky mají předpony následující význam:
- Perfektivizační funkce – mění vid slovesa z nedokonavého na dokonavý: letět – doletět, psát – napsat, bít – rozbít. Někdy ovšem předpona změnu vidu nezpůsobuje, zejména pokud je předponové sloveso zažité a funkce předpony je tak oslabena (náležet, povídat). Z mnohých dokonavých předponových sloves lze zpětně vytvořit nedokonavá pomocí přípon: hodit – dohodit – dohazovat, smát se – vysmát se – vysmívat se.
- Předpona nej- mění komparativ na superlativ: novější – nejnovější, více – nejvíce.
- Předponami po- a pů- lze u některých sloves (především sloves pohybu) vytvářet budoucí čas: jde – půjde, letí – poletí; někdy ovšem takto vzniklé sloveso získává nový význam: jde – pojde, chodí – pochodí.